# Guatteria anomala
El palo de zope (Guatteria anomala) es un árbol de la familia Annonaceae, algunos de sus nombres comunes son: Zopo, Palo de Zopo, Palo de Zope, Palo de Chombo, Corcho Negro (español) y Ijkbat (Tzental).

## Clasificación y descripción
Es un árbol que puede llegar a medir hasta 60 m de alto con un diámetro de hasta 4 o 5 m, con el tronco cónico y profundamente acanalado; las ramas se concentran en la punta del árbol, la copa es densa y obscura; corteza finamente fisurada, que se desprende en escamas muy delgadas y fibrosas, pardo obscura, interna de color crema claro que cambia a crema parduzco, fibrosa y de olor muy fragante; madera, albura de color muy claro y fragante; ramas jóvenes verde amarillentas a grisáceas, glabras con lenticelas pálidas. Las hojas alternas y dispuestas en espiral, simples; las láminas miden de 8 x 3 a 20 x 7 cm, ápice redondeado o agudo, generalmente corto acuminado, base aguda o atenuada; verde obscuras y brillantes en la haz y verde amarillentas en el envés, glabras en ambas superficies; la lámina presenta numerosos puntos transparentes muy pequeños; coriáceas; pecíolos de casi 3 mm, glabros; las hojas tienen olor fragante o picante al estrujarlas. Flores pediceladas (que presentan un eje que sostiene cada una de las flores  de la inflorescencia), los pedicelos miden de 10 a 20 mm, suavemente perfumadas, actinomorfas (flores con simetría radiada); sépalos verdes, 3, de casi 6 mm de largo; pétalos verdes con la base rojiza, 6, de 35 a 40 mm de largo; estambres numerosos, de 1 mm de largo, verdes dispuestos en espiral sobre una columna muy gruesa, formados por un filamento muy corto y grueso y una antera alargada; carpelos numerosos y libres dispuestos en espiral sobre una columna; área estigmática muy aplastada. Los frutos son bayas agregadas, compuestas de 6 a 8 frutos individuales elipsoides, de 2,5 a 3 cm de largo en estípites de 5 a 12 mm, color rojo oscuro o moreno, de olor fragante y sabor a resina; semilla elipsoide de 2 a 2.5 cm de largo moreno rojiza, rugosa con el endospermo agrietado.

## Distribución y ambiente
Selva alta perennifolia y bosque tropical perennifolio. Se encuentra a una altitud de 0 – 450 m s. n. m. México (Oaxaca, Tabasco, Chiapas), Guatemala, Honduras.

## Estado de conservación
Se utiliza la madera, corteza, resinas y productos farmacéuticos. Esta especie tiene una categoría de especie Amenazada (A) según la NOM-059-ECOL-2010.